# Ернест Шеклтон
Ерне́ст Ге́нрі Ше́клтон (англ. Ernest Henry Shackleton; 15 лютого 1874 — 5 січня 1922) — англо-ірландський полярний дослідник, один з головних представників періоду, відомого як «Героїчна доба дослідження Антарктики». Кавалер Королівського Вікторіанського ордену та Ордену Британської імперії.

## Ранні роки
Ернест Шеклтон народився 15 лютого 1874 року в Кілки-гауз (Ірландія) в родині лікаря Генрі Шеклтона. У школі особливими здібностями не відзначався, був не дуже старанним, часто викликав незадоволення вчителів і вихователів своєю непосидючістю. Генрі Шеклтон хотів, щоб його син був лікарем. Однак, дізнавшись про бажання Ернеста стати моряком, батько не став заперечувати. Коли Ернест закінчив школу, батько використав свої знайомства, щоби влаштувати сина юнгою на кліпер «Гоґтон Тауер». Шеклтон ходив на кліпері чотири роки.

## Експедиція Роберта Скотта

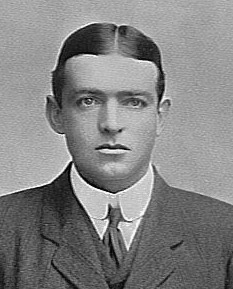
Ернест Шеклтон у молодості.

Після повернення із навколосвітнього плавання Шеклтон склав іспит на молодшого штурмана і отримав місце третього помічника на пароплаві «Монмоус-шайр». У січні 1901 року його перевели на транспорт «Карісбрук кастл», а наприкінці цього року молодший лейтенант королівського військового флоту Шеклтон уже ніс вахту на містку експедиційного судна «Діскавері» Британської антарктичної експедиції, яку очолював Роберт Скотт.
6 серпня 1901 року експедиційне судно «Діскавері» відійшло від берегів Англії, а через п'ять місяців уже знаходилось у водах моря Росса. 2 листопада 1902 року Роберт Скотт, Едвард Уілсон і Ернест Шеклтон вирушили на трьох собачих запрягах до Південного полюса. Два тижні їх супроводжувана допоміжна партія. Останній день 1902 року застав групу Скотта на 82° 15' південної широти. Далі шлях перегородило льодове провалля. Група Скотта вимушена була повертатися. 14 січня 1903 року мандрівники дісталися складу. З лютого їх, знесилених від холоду і цинги, зустріла допоміжна партія, за підтримки якої дослідники дісталися до судна. Стан здоров'я Шеклтона змусив Скотта відправити його в Англію на судні «Морнінг».
Шеклтон першим оповістив світ про відкриття експедиції Роберта Скотта. Йому і дісталися перші лаври. Шеклтон отримав звання лейтенанта флоту та нове призначення — керівника підготовки допоміжної експедиції для визволення закутого кригою «Діскавері». Для цього спорядили два судна — «Морнінг» і «Терра Нова». Шеклтон взявся за справу з притаманною йому енергією та відмінно справився з нею: допоміжну експедицію він підготував вчасно. У зазначений термін експедиція вирушила на завдання, пізніше визволила «Діскавері» із льодового полону, і експедиція Скотта повернулась на батьківщину.

## Експедиція «Німрода»

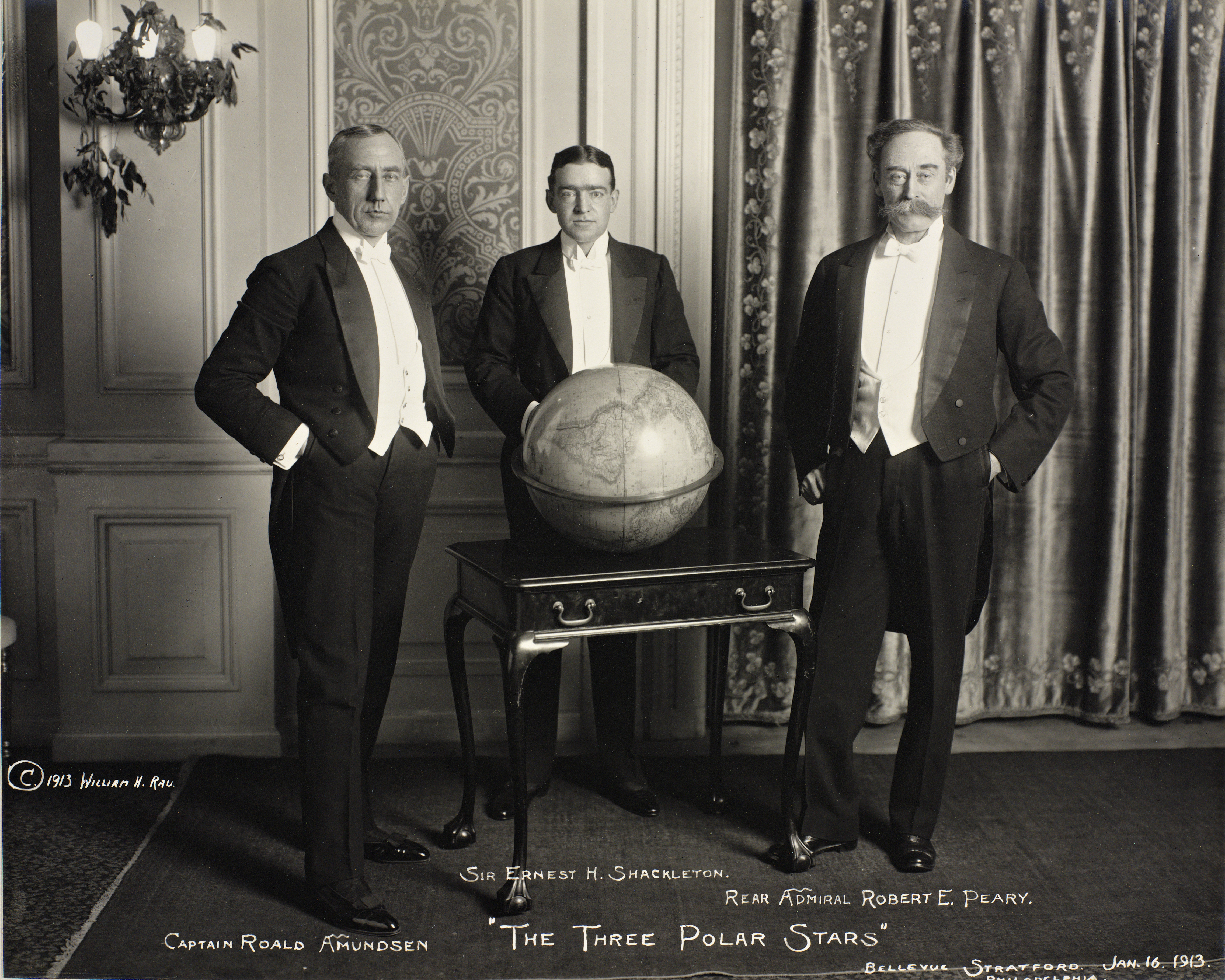
Три знамениті полярні дослідники зліва направо Руаль Амундсен, Ернест Шеклтон і Роберт Пірі (1913 рік).

У 1907 році Е. Шеклтон очолив самостійну антарктичну експедицію на китобійному судні «Німрод». 10 березня 1908 року геолог Томас Дейвід, фізик Дуглас Моусон і четверо супутників Шеклтона вперше піднялися на вершину діючого вулкана Еребус (3794 м). У жовтні наступного року Шеклтон почав штурм Південного полюса. Але 9 січня закінчилися продукти і, не дійшовши 180 км до мети, Шеклтон вимушений був повернути назад. До узбережжя треба було подолати 1175 км, щоб встигнути повернутися до 1 березня (після цієї дати їхнє судно повинне було вийти в океан, щоб не опинитися в льодовому полоні). За сім тижнів сміливці мали пройти шлях, на який до цього вони витратили 2,5 місяця, йдучи до полюса. 25 лютого стало зрозуміло, що усім разом до корабля не дістатися. Шеклтон і ще один його товариш вирішили здійснити відчайдушний марш-кидок, щоб встигнути до відплиття корабля. І це їм вдалося. Усі члени експедиції врятувалися. За розрахунком Шеклтона, вони пройшли в обидва кінці 2750 км.
Географічні результати походу виявилися значними: відкрили кілька гірських хребтів, що підходили з півдня та заходу до шельфового льодовика Росса. 14 червня 1909 року Велика Британія зустріла Ернеста Шеклтона та його товаришів як національних героїв. Ернеста Шеклтона обрали почесним членом двадцяти географічних та інших наукових товариств світу, а в Швеції, Данії, Італії та Німеччині його подвиг відзначили орденами.

## Імперська трансантарктична експедиція
Оскільки Південний полюс уже відкрив у 1911 році норвежець Руал Амундсен, Шеклтон вирішив перетнути материк Антарктиду через Південний полюс. Велика популярність, підтримка правлячих і фінансових кіл Великої Британії сприяли цьому. Шеклтон порівняно легко отримав потрібні кошти. Уже наприкінці 1913 року він зайнявся підготовкою нової експедиції. Із старих полярників дали згоду на участь п'ять чоловік. Решту набрали з новачків. Експедицію розділили на два самостійні загони. Головний мав вирушити на судні «Ендюранс» у море Ведделла, на березі якого організувати базу з продовольчими запасами (звідси на партію чекав перехід через материк). Другий загін вирушив на судні «Аврора» до моря Росса, на березі якого мав обладнати базу та розставити продовольчі склади від бази до льодовика Бірдмора.
До кінця липня 1914 року всі приготування в Лондоні закінчили. «Ендюранс» був готовий до відплиття, але, мабуть, удача відвернулась від Шеклтона. Весь хід цієї експедиції — суцільний ланцюг лихих пригод. 10 січня 1915 року «Ендюранс» підійшов до берегів Антарктиди, а через п'ять діб його затисло кригою. Почався багатомісячний дрейф. У жовтні 1915 року роздавлений кригою «Ендюранс» затонув. Люди висадилися на лід, розбили табір. Табір, що складався із трьох рятувальних шлюпок, різноманітного обладнання та припасів, екіпаж охрестив «Кемп-Дампом», що означає «табір-склад». Експедиція знаходилась надзвичайно далеко від осередків цивілізації та не могла розраховувати на допомогу рятувальників. І для того аби вижити, треба було вдатися до надзвичайних заходів.
Шеклтон зібрав усіх членів експедиції. Єдиний шанс на порятунок, заявив він, полягає в тому, щоб спробувати дотягнути човни волоком льодом до чистої води, а потім пливти до Південної Джорджії — найближчого острова, який знаходився на відстані 1300 км від них. Кожному члену команди було дозволено взяти з собою не більше як 1 кг особистих речей. Щоб переконати своїх товаришів не жалкувати про втрачене, Шеклтон шпурнув на лід свій годинник з масивним ланцюжком та гаманець із золотими монетами. Потім, на диво всім, поклав на сніг і Біблію, яку йому подарувала королева Великої Британії перед початком експедиції.
Отже, полярникам не лишалося нічого іншого, як впрягтися в сани та човни і рухатись у напрямі до відкритої води. Тягнути такий вантаж було дуже важко та виснажливо, і розпалені за день люди дуже мерзли ночами, коли температура знижувалася. За перші п'ять днів вони подолали всього 14 км, і настрій помітно погіршився. Багато людей захворіли. Полярники вимушені були пристрелити ще кількох собак. Виникли суперечки, і Е. Шеклтон нагадав незадоволеним, що, якщо вони будуть проявляти непокору, то по завершенню експедиції не отримають ні платні, ні преміальних.
Три місяці члени експедиції вибиралися з льодової пустелі, пробиралися через паковий лід, їжа і паливо закінчувались. Нарешті на початку квітня 1916 року вони дісталися води та спустили на воду свої човни. І хоча тягнути їх льодом тепер потреби не було, труднощів і проблем в екіпажа не зменшилось. Човни були невеликі та перевантажені. Люди дуже боялись потрапити у шторм. Ночами, коли всі в човнах спали, поблизу іноді з'являлися косатки. Коли робили привал на льоду, то часто змушені були переривати відпочинок, поспішаючи, щоб не опинитися у льодовому полоні.
Через дванадцять днів після початку цього небезпечного плавання мандрівники побачили землю. Але це була не Південна Георгія, куди вони сподівались потрапити, а острів Елефант, розташований на 1100 км далі на захід. Попри це, члени екіпажу були щасливі від того, що залишились живими та витримали усі труднощі переходу. Вперше за останні півроку їх ноги стояли на твердій землі. На Елефанті було безліч птахів і морських слонів, які могли забезпечити людей їжею. Для влаштування укриття мандрівники перевернули догори дном два менших човни. Оскільки острів розташований далеко від баз антарктичних дослідників, а виводити знову в море свою крихку флотилію Шеклтон побоювався, він вирішив вирушити у плавання на найбільшому човні з маленькою командою на борту. Інші учасники експедиції повинні були чекати їх повернення на острові.
Однією із найцінніших рис характеру Ернеста Шеклтона була його здатність організувати різні спільні роботи, і в це ризиковане плавання він взяв із собою команду із найобдарованіших і неспокійних людей. Шеклтон зробив це, аби не створювати на острові напруженості під час гнітючого тривалого очікування.
Шеклтон на своєму човні мав подолати до Південної Георгії 1125 км. Там була розташована китобійна база. На шляху до неї мореплавці витримали великі випробовування. Усе ж через 17 днів вони досягли Південної Георгії. Біля самого берега страшна буря пошкодила кермо човна і хвилі його віднесли на край острова, протилежного тому, де знаходилась китобійна база. Південна Георгія, як і острів Елефант, є довгим і вузьким шматком суходолу, до того ж ще й дуже гористим. Оскільки човен не міг більше йти під вітрилом, знесилені мореходи були вимушені перебиратися по суходолу через гори.
20 травня 1916 року стомлені мандрівники почули шум фабрики, яка працювали на китобійній базі в Стромнессі. Вперше з грудня 1914 року вони побачили інших людей, а не тільки членів своєї експедиції.
Врятувати учасників експедиції, що залишилися на Елефанті, виявилося непростим завданням. Минуло 14 виснажливих тижнів, перш ніж всі учасники трансантарктичної експедиції змогли знову побачити один одного. Потужна крига, тумани та несамовиті шторми примушували переривати рятувальні плавання та повертатися назад.
Ернест Шеклтон на рятувальному судні прибув на Елефант тільки 30 серпня 1916 року. Поки невеликий човник наближався до берега, він, стоячи на носі, з тривогою думав про те, чи усі 22 учасники експедиції, залишені на острові, зустрічають його сьогодні на березі.
На щастя, всі були живі та здорові. Таким чином, Шеклтону, завдяки його мужності, рішучості, винахідливості вдалося зберегти всіх до єдиного учасників експедиції.
Незважаючи на всі невдачі, які спіткали Шеклтона, його експедиція в цілому зробила чимало корисного для науки, поповнивши знання про метеорологічний та льодовий режим, глибини морів Ведделла та Росса.

## Остання експедиція

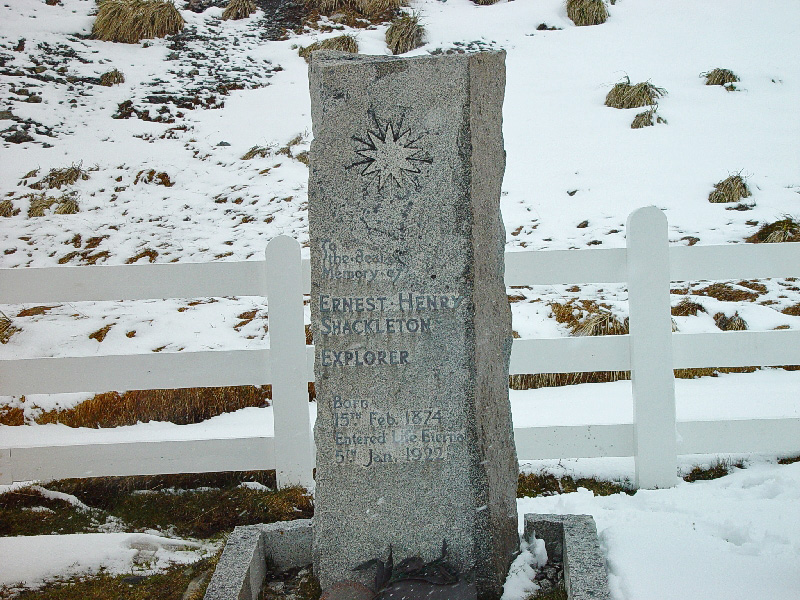
Місце поховання Ернеста Шеклтона

Через кілька років після повернення на батьківщину Ернест Шеклтон організував нову полярну експедицію. 24 вересня 1921 року експедиційна шхуна «Квест» відпливла з Плімута на південь. Судно оснастили за останнім словом морехідної техніки, пристосованої для серйозних океанографічних робіт. На ньому працювала радіостанція, були гірокомпас, прилади для спостережень над верхніми шарами атмосфери, глибоководні лоти, моторні лебідки. 4 січня 1922 року «Квест» кинув якір у бухті Грютвікен біля знайомого поселення китобоїв. Шеклтон зійшов на берег, щоб побачитися із своїми давніми друзями, які так переймалися проблемою рятування експедиції «Ендюранса». Ввечері він повернувся на судно збуджений, радий з того, що закінчилися всі приготування та що вранці можна буде вирушити на південь. Але цієї ж ночі 5 січня 1922 року він помер від серцевого нападу, бо мав до цього серйозні вроджені вади серця. За згодою вдови покійного Ернеста Шеклтона поховали на Південній Джорджії у Грютвікені. А коли «Квест» на зворотному шляху із Антарктиди знову зайшов на Південну Джорджію, друзі Шеклтона спорудили на його могилі пам'ятник на вершині пагорба, складений з гранітних уламків.
З 47 років, які прожив Е. Шеклтон, 32 він присвятив організації полярних експедицій, в багатьох з яких був основною рушійною силою.
Ставлення полярників до Е. Шеклтона найкраще висловив Реймонд Прістлі, член експедиції на «Німроді»:
|  | Якщо бажаєш швидко та чітко досягнути мети — клич Амундсена, якщо треба провести наукові дослідження — шукай Скотта, але коли не знаєш, що робити, і ніщо вже не допомагає, падай на коліна та моли про Шеклтона. |

## Вшанування пам'яті
На честь Ернеста Шеклтона назвали льодовики в Антарктиді — льодовик Шеклтона та Шельфовий льодовик Шеклтона. Також назву Шеклтон носить кратер на Місяці.
Зображення Шеклтона є на британських поштових марках.

## Додаткова література
- Capparell, Stephanie; Morrell, Margot (2001). Shackleton's Way: Leadership lessons from the great Antarctic explorer. New York, N.Y.: Viking. ISBN 0-670-89196-7 (англ.)
- Hurley, Frank (2004). South with Endurance: Shackleton's Antarctic Expedition 1914—1917, the photographs of Frank Hurley. London: Bloomsbury. ISBN 0-7475-7534-7 (англ.)
- Huntford, Roland (2002). The Shackleton Voyages: A Pictorial Anthology of the Polar Explorer and Edwardian Hero. ISBN 0297843605 (англ.)
- Lansing, Alfred (2001). Endurance: Shackleton's Incredible Voyage. London: Weidenfeld & Nicolson. ISBN 978-02978-2919-5 (англ.)
- Mill, Hugh Robert (2006). The Life of Sir Ernest Shackleton. London: William Heinemann. (англ.)
- Perkins, Dennis N.T. (2000). Leading at the Edge: Leadership Lessons from the Extraordinary Saga of Shackleton's Antarctica Expedition. New York: AMACOM. ISBN 0-8144-0543-6 (англ.)
- Turley, Charles (1914). The Voyages of Captain Scott. London: Smith, Elder & Co. (англ.)
- Worsley, Frank A. (1931). Endurance: An Epic of Polar Adventure. London: Philip Allen. (англ.)